# ان‌جی‌سی ۵۲
ان‌جی‌سی ۵۲ (به انگلیسی: NGC 52) یک کهکشان مارپیچی با قدر ظاهری ۱۴٫۶ است که در صورت فلکی اسب بالدار قرار دارد.